# Група кіс

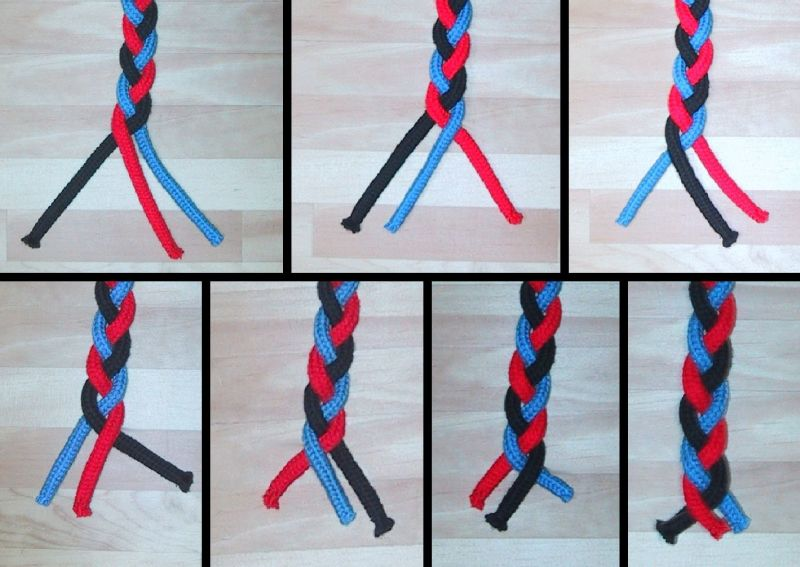

Група кіс — група, що абстрактно описує плетіння кіс. Подібним чином теорія вузлів пов'язана з вузлами.
Групу кіс на n нитках зазвичай позначають Bn.

## Історія
Групу кіс уперше явно описав Еміль Артін 1925 року.

## Інтуїтивний опис
Розглянемо випадок n = 4, з цього прикладу легко буде зрозуміти, що являє собою довільна група кіс. Розглянемо дві паралельні прямі (на малюнку вони розташовані вертикально), на кожній з яких лежить по чотири пронумеровані точки, так що точки з однаковими номерами знаходяться одна проти одної. Розіб'ємо точки на пари і за допомогою ниток з'єднаємо їх. Якщо зобразити картинку на площині, деякі нитки можуть під іншими (можна вважати, що нитки завжди перетинаються трансверсально). При цьому важливо враховувати порядок проходження ниток у точці перетину:
| The pharaoh sigma_1^(-1) | відрізняється від | The pharaoh sigma_1 |

З іншого боку, дві такі конфігурації, які можна зробити однаковими, переміщенням ниток, що не зачіпає кінцеві точки, ми вважатимемо однаковими:
| The pharaoh sigma_1^(-1) | не відрізняється від | Another representation of sigma_1^(-1) |

Всі нитки повинні бути напрямлені зліва направо, тобто кожна з ниток може перетинати вертикальну пряму (паралельну до прямих з пронумерованими точками) не більше ніж в одній точці:
| Not a braid | не є косою. |

Для двох кіс можна розглянути їх композицію, намалювавши другу поряд з першою, тобто склеївши відповідні чотири пари кінцевих точок:
|  | × |  | = |  |

Множину всіх кіс із 4 ниток позначають B4. Описане з'єднання ниток є груповою операцією.
Група B4 — це фактор-множина всіх таких конфігурацій на чотирьох парах точок за відношенням еквівалентності, заданим неперервними перетвореннями площини, на якому зазначеним вище способом задано групову операцію. Ця операція задовольняє всім аксіомам групи; зокрема, нейтральний елемент — клас еквівалентності чотирьох паралельних ниток і для кожного елемента обернений до нього можна отримати симетрією відносно вертикальної прямої.

## Визначення
Строго формалізувати наведений вище опис можна кількома способами:
- Геометричний спосіб використовує поняття гомотопії, а саме, Bn визначається як фундаментальна група простору n-точкових підмножин на площині з природною топологією.
- Також можна дати чисто алгебраичний опис, задавши твірні і співвідношення.
  - Наприклад, Bn можна задати (n − 1) твірною і {\displaystyle {\tfrac {n\cdot (n-1)}{2}}} співвідношеннями:
{\displaystyle B_{n}=\langle \sigma _{1},\ldots ,\sigma _{n-1}\ \mid \ \sigma _{i}\sigma _{i+1}\sigma _{i}=\sigma _{i+1}\sigma _{i}\sigma _{i+1}\ {\text{при}}\ 1\leq i\leq n-2\ {\text{і}}\ \sigma _{i}\sigma _{j}=\sigma _{j}\sigma _{i}\ {\text{для}}\ |i-j|\geq 2\rangle :}

Зокрема, будь-який елемент B4 можна записати як композицію таких трьох елементів (і обернених до них):
|    |    |    |
| σ1 | σ2 | σ3 |

Щоб зрозуміти, чому це інтуїтивно очевидно, «проскануємо» картинку, переміщуючи вертикальну пряму зліва направо. Кожен раз, коли i-а зверху (на даній прямій) нитка проходить під (i + 1)-ю, будемо писати σi, а якщо над (i + 1)-ю, то σi−1.
Очевидно, що виконується співвідношення σ1σ3 = σ3σ1, тоді як трохи складніше побачити, що σ1σ2σ1 = σ2σ1σ2 (переконатися в цьому найпростіше, намалювавши лінії на аркуші паперу).
Можна довести, що всі співвідношення між елементами групи кіс випливають зі співвідношень такого вигляду.

## Властивості
- Група B1 тривіальна, B2 нескінченна (як і всі наступні групи кіс) і ізоморфна Z, B3 ізоморфна групі вузла трилисника.
- Всі елементи Bn, крім нейтрального, мають нескінченний порядок; тобто Bn не має кручення.
- Існує сюр'єктивний гомоморфізм Bn → Sn з групи кіс у групу перестановок. Дійсно, кожному елементу групи Bn можна зіставити перестановку множини n вершин, за якої лівому кінцю кожної «нитки» зіставляється правий її кінець.
  - Ядро цього гомоморфізму називається групою фарбованих кіс, вона зазвичай позначається {\displaystyle P_{n}}.
  - Для груп фарбованих кіс існує коротка точна послідовність
{\displaystyle F_{n-1}\to P_{n}\to P_{n-1},}

де {\displaystyle F_{n-1}} позначає вільну групу з {\displaystyle n-1} твірною.

- Групу кіс можна визначити як групу класів відображень диска з виколотими точками. Точніше, група кіс із n нитками природним чином ізоморфна групі класів перетворень диска n виколотими точками.